# Antipsychiatrie in Nederland
De antipsychiatrie is een heterogene beweging die de gangbare praktijk in de psychiatrie, of het medisch model dat de basis vormt van de psychiatrie, bestrijdt of ter discussie stelt. De antipsychiatrie in Nederland wordt vertegenwoordigd door onder andere Kees Trimbos, Jan Foudraine en later Saar Roelofs aan de institutionele kant. Van de kant van de cliënten of patiënten waren bijvoorbeeld de Stichting Pandora, de Cliëntenbond en andere werkgroepen in de jaren 70 van de twintigste eeuw het eerst actief. Na een grotere acceptatie en groei van het aantal patiëntenorganisaties sinds de jaren 80 en 90 is de beweging meer gedifferentieerd en geïntegreerd geraakt.

## Professionele en maatschappelijke kritiek

### Opkomst en hoogtijdagen
In de jaren 60 van de twintigste eeuw kwam er van verschillende kanten kritiek op de psychiatrie en het medische model dat op afwijkend gedrag toegepast werd. De sociaal-psychiater Kees Trimbos had kritiek op de maatschappelijke visie op seksualiteit en gebrek aan voorlichting met name in zijn eigen rooms-katholieke kring. Hij beschreef het vak van psychiater als "klessen en lezen". In Nederland werd de antipsychiatrie populair met name door de bestseller "Wie is van hout" uit 1971 waarin Jan Foudraine zijn visie geeft op het verschijnsel schizofrenie vanuit een in de jaren 50 en 60 door Jean-Paul Sartre gepropageerd existentialistisch perspectief. In de jaren 70 en 80 schreef columnist Hugo Brandt Corstius in het opinieweekblad Vrij Nederland een serie aanvallen op criminoloog Wouter Buikhuisen die een biologisch of medisch model op crimineel gedrag wilde toepassen.

### Nadagen en vervolg
Sinds de jaren 90 van de twintigste eeuw hebben de maatschappelijke ontwikkelingen een andere wending genomen en is de antipsychiatrie op de achtergrond geraakt. Een minder bekende maar onvermoeibare hedendaagse vertolkster van de kritiek op de psychiatrie is psychologe, psychotherapeute en kunstenares Saar Roelofs. Naar aanleiding van traumatische ervaringen in de eigen omgeving heeft PvdA politicus Hans Spekman de aandacht gevestigd op misstanden rond het toepassen van Elektroconvulsietherapie (ECT) tegen de wil van de patiënt in het verleden en in de huidige psychiatrische praktijk. De arts Ivan Wolffers publiceert al langere tijd over de schadelijke effecten van psychofarmaca. Er is groeiende weerstand tegen het onder dwang toedienen van antipsychotica aan onrustige ouderen en aan kinderen. Regelmatig wordt in de media aandacht gevraagd voor het separatiebeleid in Nederland dat in omringende landen als slecht bekendstaat.

## De patiëntenbeweging

### Opkomst en successen
In 1964 werd de Stichting Pandora opgericht om iets te veranderen aan de maatschappelijke weerstanden en vooroordelen tegen mensen met psychische problemen. Er werd gewerkt met ervaringsdeskundige vrijwilligers aan o.a. lotgenotencontact, voorlichting en een forum. In 1971 werd de Cliëntenbond opgericht als eerste patiëntenorganisatie voor mensen met psychische problemen. In de jaren daarna kwamen de eerste cliëntenraden binnen de instellingen van de grond. Vanaf de jaren 70 organiseerden de Cliëntenbond en zijn leden samen met Stichting Pandora, de Landelijke Patiëntenraden en verschillende ad hocwerkgroepen, publiciteits- en protestacties om de publieke opinie en de politieke besluitvorming te beïnvloeden. In 1974 start men met het voeren van de jaarlijks terugkerende publiciteitsactie, de Dag van de Psychiatrie. Met een knipoog naar de actie tegen het verbod op abortus van de feministische actiegroep Dolle Mina, die bekendstaat als Baas in eigen Buik, gaat in 1979 de ludieke actie Baas in eigen Brein van start. Men weet onder andere de invoering van de Wet bijzondere opnemingen in psychiatrische ziekenhuizen (BOPZ) jaren te vertragen. Deze wet werd uiteindelijk pas op 17 januari 1994 van kracht, meer dan twintig jaar na het indienen van het eerste voorstel in 1971. De Dag van de Psychiatrie is inmiddels overgegaan in een Week van de Psychiatrie met een Breingeindag en een Breingeinfestival (zie externe links). In 1981 wisten de patiëntenorganisaties met de oprichting van de Stichting PVP een patiëntenvertrouwenspersoon (PVP), die aan de kant van de cliënt staat, binnen de instellingen te krijgen. De PVP's zijn sinds de eeuwwisseling ook aangesteld binnen instellingen voor ambulante zorg en ouderenzorg.

### Kritiek
De acties richten zich enerzijds op de emancipatie van mensen met een psychiatrisch heden of verleden. Ze zijn gericht tegen de gevolgen van stigmatisering en allerlei vormen van discriminatie van mensen die zich anders gedragen dan de meeste burgers. De vaak vernederende bejegening die mensen met een psychiatrisch stempel niet zelden moeten ondergaan komt niet in de laatste plaats voor rekening van de manier van behandelen door de hulpverleners zelf. Anderzijds zijn de acties gericht tegen verschillende vormen van dwang en onderdrukking, met name tegen de dwangbehandelingen zoals dwangopnamen. Daarbij kan opsluiting in de zogenaamd 'prikkelarme' isoleercel toegepast worden. De patiënt wordt daarbij, enkel gekleed in een scheurhemd, langdurig in een kale ruimte opgesloten met een harde matras een onaangenaam aanvoelende scheurdeken en een kartonnen po. Verder worden de beruchte elektroshocktherapie en het onder dwang toedienen van medicatie, ook wel platspuiten genoemd, toegepast. Deze behandelingsmethoden vallen voor een groot deel onder de zogenaamde Middelen en Maatregelen, of M&M's, uit de Wet BOPZ die sinds 1994 bestond. Per 1 januari is deze wet vervangen door de Wet zorg en dwang en de Wet verplichte ggz.

### Onderling contact
Naast actievoeren was het vergaderen, discussiëren en plannen maken in werkgroepverband een belangrijk bindend element binnen de cultuur van de emancipatie- en democratiseringsbewegingen. Lotgenotencontact, het inrichten van inloophuizen, die aanvankelijk bedoeld waren als ontmoetingsplaats voor ambulante patiënten, en het oprichten van zelfhulpgroepen waren belangrijke activiteiten binnen de antipsychiatrische patiëntenbeweging. Aangezien de ontzuiling zijn intrede had gedaan werd er geen onderscheid gemaakt tussen groepen met verschillende psychiatrische diagnosen. De waarde van psychiatrische etiketten werd vaak fel betwist zodat er binnen de antipsychiatrische wereld soms een taboe rustte op het uitspreken van DSM-terminologie en ander hulpverlenersjargon.

### Het overlegmodel
In de loop van de jaren tachtig en negentig verandert het maatschappelijke klimaat en doet het poldermodel zijn intrede. Er worden steeds meer ziektespecifieke patiëntenverenigingen opgericht in een periode waarin het aantal belangenorganisaties explosief begint te groeien. De patiëntenverenigingen en hun koepel, de NPCF, gaan in overleg met de overheid, de zorginstellingen en de ziektekostenverzekeraars over het verbeteren van de zorg. Het gemeenschappelijk belang van de drie partijen in het overleg, de zorginstellingen, de verzekeraars en de patiënten, zou een betere zorg zijn. Het idee was dat een goede extramurale zorg na een opname of tijdens een ambulante behandeling de levenskwaliteit van patiënten zou verhogen wat tot een daling van de dure opnamen zou leiden. Deze verbeteringen zouden per saldo een goedkopere zorg moeten opleveren. Hiervan zijn onder andere de dagactiviteitencentra (DAC's) een resultaat. De DAC's voor ambulante psychiatrische patiënten zijn mede voortgekomen uit de inloophuizen en zijn net als buurthuizen op locaties buiten de zorginstellingen gevestigd.

## Omwentelingen en ontwikkelingen
In de jaren 90 van de twintigste eeuw en na de eeuwwisseling veranderde het maatschappelijk klimaat verder waarbij de zogenaamde biologische psychiatrie steeds meer terrein won. De technologische ontwikkelingen op het gebied van telecommunicatie en internet hebben voor de critici van de psychiatrie en de cliëntenbeweging ook gevolgen gehad.

### Biologische psychiatrie
Na de jaren 80 begon de biologische psychiatrie terrein te winnen. De introductie van antidepressiva uit de SSRI familie, zoals Prozac, werden als nieuwe wondermiddelen gepropageerd. Psychiater en voorvechter van de biologische psychiatrie, René Kahn, beloofde mensen die leden aan een depressie binnen een paar weken tot een maand met behulp van deze middelen van een depressie af te kunnen helpen. Voor de behandeling van onrustige jongeren werd de diagnose ADHD bijna de standaard waarvoor het middel Ritalin de medicinale oplossing bood. Meer recentelijk tekent zich in de publieke opinie een toename van de belangstelling voor verschillende vormen van autisme af. In de loop van de jaren 90 begon de elektroconvulsietherapie een comeback te maken in Nederland. De Groningse hoogleraar Rutger van den Hoofdakker heeft een belangrijke rol gespeeld bij de herintroductie van deze techniek. Na de eeuwwisseling is het een veel toegepaste vorm van behandeling van zware depressies geworden.

### Media en internet
Na de eeuwwisseling begonnen patiëntenverenigingen en critici van de psychiatrie zich steeds meer via internet tot het publiek en hun achterban te richten. De meeste patiëntenverenigingen hadden voor de eeuwwisseling al een website en zijn inmiddels aangesloten bij het Landelijk Platform GGz. Een antipsychiatrie en een activistische antipsychiatrische cliëntenbeweging, zoals dat in de jaren 70 het geval was, zijn er niet meer. De Cliëntenbond en de Stichting Pandora zijn met nog een aantal andere organisaties samengegaan in de vereniging Geestdrift. De kritiek op de psychiatrie komt van verschillende kanten en wordt veel geuit via de televisie in actualiteitenrubrieken, consumentenprogramma's en praat- of discussieprogramma's. Veel archiefmateriaal daarvan is terug te vinden via internet op sites van de omroepen of op sites als zielenknijper.nl (zie externe links).

### Rechten
De juridische en mensenrechtelijke belangen van psychiatrische patiënten worden in Nederland behartigd door onder andere het Nederlands Juristen Comité voor de Mensenrechten. Internationaal is mindfreedom.org een bron van veel archiefmateriaal. Een strijdbare anti-psychiatrische organisatie die de laatste jaren veel aandacht getrokken heeft is het aan Scientology gelieerde Nederlands Comité voor de Rechten van de Mens. Zie externe links voor websites van de genoemde organisaties.